# Seznam dílů seriálu Angie Tribeca
Toto je seznam dílů seriálu Angie Tribeca. Americký komediální televizní seriál Angie Tribeca měl premiéru 17. ledna 2016 na americké stanici TBS. Dne 9. května 2019 byl stanicí po čtyřech řadách zrušen.

## Přehled řad
| Řada | Díly | Premiéra v USA    | Premiéra v USA    |
| Řada | Díly | První díl         | Poslední díl      |
| ---- | ---- | ----------------- | ----------------- |
| 1    | 10   | 17. ledna 2016    | 18. ledna 2016    |
| 2    | 10   | 6. června 2016    | 8. srpna 2016     |
| 3    | 10   | 10. dubna 2017    | 12. června 2017   |
| 4    | 10   | 29. prosince 2018 | 30. prosince 2018 |

## Seznam dílů

### První řada (2016)
| Č. v seriálu | Č. v řadě | Původní název                   | Režie                | Scénář                                     | Premiéra v USA |
| ------------ | --------- | ------------------------------- | -------------------- | ------------------------------------------ | -------------- |
| 1            | 1         | Pilot                           | Steve Carell         | Steve Carell a Nancy Walls Carell          | 17. ledna 2016 |
| 2            | 2         | The Wedding Planner Did It      | Michael Patrick Jann | Jeff Astrof                                | 17. ledna 2016 |
| 3            | 3         | The Famous Ventriloquist Did It | Martha Coolidge      | Alex Jenkins Reid                          | 17. ledna 2016 |
| 4            | 4         | The Thumb Affair                | Michael Patrick Jann | Ira Ungerleider                            | 17. ledna 2016 |
| 5            | 5         | Commissioner Bigfish            | Peter Segal          | Jason Belleville                           | 17. ledna 2016 |
| 6            | 6         | Ferret Royale                   | Steve Pink           | Ryan Walls                                 | 17. ledna 2016 |
| 7            | 7         | Tribeca's Day Off               | Matt Sohn            | Ava Tramer                                 | 17. ledna 2016 |
| 8            | 8         | Murder in the First Class       | Richie Keen          | Ira Ungerleider a Jeff Astrof              | 18. ledna 2016 |
| 9            | 9         | Inside Man                      | Jon Poll             | Ava Tramer, Ryan Walls a Alex Jenkins Reid | 18. ledna 2016 |
| 10           | 10        | The One With the Bomb           | Ira Ungerleider      | Marisa Pinson                              | 18. ledna 2016 |

### Druhá řada (2016)
| Č. v seriálu | Č. v řadě | Původní název                      | Režie                 | Scénář          | Premiéra v USA    |
| ------------ | --------- | ---------------------------------- | --------------------- | --------------- | ----------------- |
| 11           | 1         | Fleas Don't Kill Me                | Ira Ungerleider       | Ira Ungerleider | 6. června 2016    |
| 12           | 2         | Miso Dead                          | Rachel Lee Goldenberg | Mathew Harawitz | 6. června 2016    |
| 13           | 3         | Beach Blanket Sting-O              | Brennan Shroff        | Shepard Boucher | 13. června 2016   |
| 14           | 4         | You've Got Blackmail               | Steve Pink            | Marisa Pinson   | 20. června 2016   |
| 15           | 5         | A Coldie but a Goodie              | Steve Pink            | Juliet Seniff   | 27. června 2016   |
| 16           | 6         | Organ Trail                        | Dan Beers             | Nathaniel Stein | 11. července 2016 |
| 17           | 7         | Boyz II Dead                       | Matt Sohn             | Sean Lavery     | 18. července 2016 |
| 18           | 8         | The Coast is Fear                  | Rachel Lee Goldenberg | Scott Hanscom   | 25. července 2016 |
| 19           | 9         | Contains Graphic Designer Violence | Dan Beers             | Mathew Harawitz | 1. srpna 2016     |
| 20           | 10        | Electoral Dysfunction              | Ira Ungerleider       | Ira Ungerleider | 8. srpna 2016     |

### Třetí řada (2017)
| Č. v seriálu | Č. v řadě | Původní název                                   | Režie           | Scénář                          | Premiéra v USA  |
| ------------ | --------- | ----------------------------------------------- | --------------- | ------------------------------- | --------------- |
| 21           | 1         | Welcome Back, Blotter                           | Rashida Jones   | Ira Ungerleider                 | 10. dubna 2017  |
| 22           | 2         | Murder Gras                                     | Ira Ungerleider | Shepard Boucher                 | 17. dubna 2017  |
| 23           | 3         | Brockman Turner Overdrive                       | Dan Beers       | Mathew Harawitz                 | 24. dubna 2017  |
| 24           | 4         | Turn Me On, Geils                               | Ira Ungerleider | Marisa Pinson                   | 1. května 2017  |
| 25           | 5         | This Sounds Unbelievable, but CSI: Miami Did It | Brennan Schroff | Nathaniel Stein                 | 8. května 2017  |
| 26           | 6         | Hey, I'm Solvin' Here!                          | Tom Magill      | Juliet Seniff                   | 15. května 2017 |
| 27           | 7         | License to Drill                                | Brennan Shroff  | Scott Hanscom                   | 22. května 2017 |
| 28           | 8         | If You See Something, Solve Something           | Rebecca Asher   | Ira Ungerleider                 | 29. května 2017 |
| 29           | 9         | Germs of Endearment                             | Payman Benz     | Mathew Harawitz                 | 5. června 2017  |
| 30           | 10        | Go Get 'Em, Tiger                               | Paul Bernard    | Shepard Boucher a Marisa Pinson | 12. června 2017 |

### Čtvrtá řada (2018)
| Č. v seriálu | Č. v řadě | Původní název                | Režie           | Scénář                       | Premiéra v USA    |
| ------------ | --------- | ---------------------------- | --------------- | ---------------------------- | ----------------- |
| 31           | 1         | The Force Wakes Up           | Ira Ungerleider | Ira Ungerleider              | 29. prosince 2018 |
| 32           | 2         | Glitch Perfect               | Amy York Rubin  | Marisa Pinson                | 29. prosince 2018 |
| 33           | 3         | Joystick Luck Club           | Brennan Shroff  | Nathaniel Stein              | 29. prosince 2018 |
| 34           | 4         | Just the Fat, Ma'am          | Brennan Shroff  | Greg Bratman                 | 29. prosince 2018 |
| 35           | 5         | Trader Foes                  | Rebecca Asher   | Jessica Conrad               | 29. prosince 2018 |
| 36           | 6         | Freezing Cold Prestige Drama | Brennan Shroff  | Scott Hanscom                | 30. prosince 2018 |
| 37           | 7         | Behind the Scandalabra       | Tom Magill      | Haley Di Guilio a Yael Green | 30. prosince 2018 |
| 38           | 8         | Heading to the Legal Beagle  | Phill Lewis     | Marisa Pinson                | 30. prosince 2018 |
| 39           | 9         | Irrational Treasures         | Ira Ungerleider | Nathaniel Stein              | 30. prosince 2018 |
| 40           | 10        | Air Force Two                | Rashida Jones   | Ira Ungerleider              | 30. prosince 2018 |